# Jonathan Magonet
Jonathan Magonet (* 2. August 1942 in London) ist ein britischer promovierter Theologe und Rabbiner.
Magonet war Direktor (Principal) des Leo Baeck Colleges für Jüdische Studien in London (bis 2005) und  Vizepräsident der „World Union for Progressive Judaism“. Er leistete Pionierarbeit in der literarischen Annäherung an biblische Texte. Er ist sehr engagiert im jüdisch-christlichen Dialog und im Dialog zwischen Juden und Muslimen.

## Auszeichnungen und Ehrungen
- 2005: Ehrendoktor der Kirchlichen Hochschule Wuppertal/Bethel[2]

## Werke (Auswahl)
- Abraham – Jesus – Mohammed: interreligiöser Dialog aus jüdischer Perspektive. Gütersloh : Gütersloher Verl.-Haus, 2000. ISBN 3-579-00735-1.
- A Rabbi Reads the Bible (1991, 2004) ISBN 0-334-02952-X
- Schabbat Schalom (Jerusalemer Texte Band 8). Verlag Traugott Bautz, Nordhausen 2011, ISBN 978-3-88309-173-0.